# Краснов, Николай Петрович (Герой Советского Союза)
Никола́й Петро́вич Красно́в (1918—1978) — подполковник Советской Армии, участник Великой Отечественной войны, Герой Советского Союза (1944).

## Биография
Николай Краснов родился 29 ноября 1918 года в селе Сергиевск (ныне — Самарская область). Окончил среднюю школу. В 1937 году Краснов был призван на службу в Рабоче-крестьянскую Красную Армию. В 1940 году он окончил Чкаловское военное авиационное училище. С июня 1941 года — на фронтах Великой Отечественной войны.
К концу февраля 1944 года гвардии капитан Николай Краснов командовал звеном 10-го гвардейского авиаполка 3-й гвардейской авиадивизии 3-го гвардейского авиакорпуса АДД СССР. К тому времени он совершил 274 боевых вылета на бомбардировку важных объектов вражеского военно-промышленного комплекса и скоплений боевой техники и живой силы противника.
Указом Президиума Верховного Совета СССР от 13 марта 1944 года за «образцовое выполнение боевых заданий командования и проявленные мужество и героизм в боях с немецкими захватчиками» гвардии капитан Николай Краснов был удостоен высокого звания Героя Советского Союза с вручением ордена Ленина и медали «Золотая Звезда» за номером 3549.
После окончания войны Краснов продолжил службу в Советской Армии. В 1947 году он окончил курсы усовершенствования командиров и штурманов эскадрилий. В 1956 году в звании подполковника Краснов был уволен в запас. Проживал в Виннице. Скончался 21 мая 1978 года, похоронен на Центральном кладбище Винницы.
Был награждён двумя орденами Ленина, орденами Красного Знамени, Отечественной войны 1-й степени, двумя орденами Красной Звезды, рядом медалей.